# Ліза Вайбурн
Ліза Вайбурн (англ. Lisa Whybourn; нар. 11 травня 1991) — колишня британська тенісистка.
Найвищу одиночну позицію світового рейтингу — 250 місце досягла 6 травня 2013, парну — 386 місце — 6 серпня 2012 року.
Здобула 7 парних титулів туру ITF.
Завершила кар'єру 2017 року.

## Фінали ITF

### Одиночний розряд (0–4)
| Легенда         |
| --------------- |
| турніри $25,000 |
| турніри $10,000 |

| Фінали за покриттям |
| ------------------- |
| Тверде (0–3)        |
| Ґрунт (0–1)         |

| Результат | Ранг | Дата             | Турнір                   | Покриття   | Суперниця       | Рахунок             |
| --------- | ---- | ---------------- | ------------------------ | ---------- | --------------- | ------------------- |
| Поразка   | 1.   | 27 квітня 2010   | Борнмут, Велика Британія | Ґрунт      | Романа Табак    | 1–6, 7–6(7), 6–7(4) |
| Поразка   | 2.   | 26 травня 2012   | Нур-Султан, Казахстан    | Тверде (i) | Людмила Кіченок | 6–4, 4–6, 2–6       |
| Поразка   | 3.   | 28 квітня 2013   | Пхукет (місто), Таїланд  | Тверде     | Луксіка Кумхум  | 0–6, 5–7            |
| Поразка   | 4.   | 1 листопада 2015 | Шарм-еш-Шейх, Єгипет     | Тверде     | Емілі Арбутнотт | 6–3, 1–6, 7–6(3)    |

### Парний розряд (7–4)
| Легенда         |
| --------------- |
| турніри $25,000 |
| турніри $15,000 |
| турніри $10,000 |

| Фінали за покриттям |
| ------------------- |
| Тверде (6–4)        |
| Ґрунт (1–0)         |
| Трава (0–0)         |

| Результат | Ранг | Дата              | Турнір                        | Покриття   | Партнерка        | Суперниці                           | Рахунок             |
| --------- | ---- | ----------------- | ----------------------------- | ---------- | ---------------- | ----------------------------------- | ------------------- |
| Поразка   | 1.   | 29 червня 2010    | Ґеусдал, Норвегія             | Тверде     | Нікола Джордж    | Карен Барбат Мгері Бравн            | 2–6, 2–6            |
| Перемога  | 1.   | 17 травня 2011    | Ізмір, Туреччина              | Тверде     | Наомі Броді      | Міхаела Бузернеску Тереза Мрдежа    | 3–6, 7–6(4), [10–7] |
| Перемога  | 2.   | 13 серпня 2011    | Стамбул, Туреччина            | Тверде     | Магалі Де Латтрі | Ізабелла Шинікова Софія Квацабая    | 6–3, 2–6, [12–10]   |
| Поразка   | 2.   | 20 серпня 2011    | Стамбул, Туреччина            | Тверде     | Тара Мур         | Ашвар'я Шрівастава Крістіна Шаховец | 3–6, 1–6            |
| Поразка   | 3.   | 20 серпня 2012    | Глазго, Велика Британія       | Тверде (i) | Александра Вокер | Анна Фіцпатрік Саманта Мюррі        | 2–6, 3–6            |
| Перемога  | 3.   | 11 березня 2013   | Бат (Англія), Велика Британія | Тверде (i) | Нікола Гоєр      | Вікторія Голубич Юлія Кіммельманн   | 6–3, 6–4            |
| Перемога  | 4.   | 24 жовтня 2015    | Шарм-еш-Шейх, Єгипет          | Тверде     | Емілі Арбутнотт  | Сюй Цзеюй Анна Моргіна              | 6–2, 6–4            |
| Перемога  | 5.   | 31 жовтня 2015    | Шарм-еш-Шейх, Єгипет          | Тверде     | Емілі Арбутнотт  | Віккі Ґерінкс Тереза Михалкова      | 6–3, 6–0            |
| Перемога  | 6.   | 6 листопада 2015  | Лафборо, Велика Британія      | Тверде (i) | Фрея Крісті      | Штеффі Каррузерс Саьастьяні Леон    | 6–1, 6–2            |
| Поразка   | 4.   | 14 листопада 2015 | Бат, Велика Британія          | Тверде (i) | Фрея Крісті      | Сара Бет Аск'ю Олівія Ніколлс       | 6–1, 4–6, [2–10]    |
| Перемога  | 7.   | 30 квітня 2016    | Пула (Італія), Італія         | Ґрунт      | Пія Кеніг        | Марчелла Кукка Камілла Скала        | 1–6, 7–5, [11–9]    |